# No Way Out of Texas: In Your House (1998)
No Way Out of Texas: In Your House — 20-е по счету PPV-шоу по рестлингу из серии In Your House, проводимое World Wrestling Federation (WWF, ныне WWE). Состоялось 15 февраля 1998 года в Хьюстоне, Техас на арене «Компакт Сентр».

## Результаты
| № | Матч | Тип матча                                                                  | Время |
| - | --- | -------------------------------------------------------------------------- | ----- |
| 1 | «Хэдбенгеры» (Мош и Трэшер) победили Артиста, ранее известного как Голдаст и Марка Меро (с Луной и Сейбл)                                                      | Командный матч                                                             | 13:27 |
| 2 | Така Мичиноку победил Пантеру | Матч один на один за титул чемпиона WWF в полутяжёлом весе                 | 10:09 |
| 3 | «Годвинны» (Генри О. Годвинн и Финеас И. Годвинн) победили «Квебекцев» (Жак и Пьер)                                                                            | Командный матч                                                             | 11:15 |
| 4 | Джастин Брэдшоу победил Джеффа Джарретта (с Джимом Корнеттом) по дисквалификации                                                                               | Матч один на один за титул североамериканского чемпиона NWA в тяжёлом весе | 8:33  |
| 5 | Ахмед Джонсон, «Ученики Апокалипсиса» (8-й шар, Чейнз и Череп) и Кен Шемрок победили «Нацию доминации» (Скала, Фаарук, Ди’Ло Браун, Кама Мустафа и Марк Генри) | Матч «Война на истощение»                                                  | 13:44 |
| 6 | Кейн (с Полом Берером) победил Вейдера | Матч один на один                                                          | 11:00 |
| 7 | Кактус Джек, Бензопила Чарли, Оуэн Харт и Стив Остин победили «Изгоев нового века» (Билли Ганн и Роуд Догг), Савио Вегу и Трипл Эйч (с Чайной)                 | Несанкционированный командный матч восьми человек                          | 17:37 |